# Placówka Straży Granicznej w Dubeninkach
Placówka Straży Granicznej w Dubeninkach – graniczna jednostka organizacyjna polskiej straży granicznej realizująca zadania w ochronie granicy państwowej.
24 sierpnia 2005 roku funkcjonującą dotychczas strażnicę SG w Dubeninkach przemianowano na placówkę Straży Granicznej w Dubeninkach.

## Terytorialny zasięg działania
Od znaku granicznego nr 2031 do znaku granicznego nr 1987 .
Linia rozgraniczenia:
1. z placówką Straży Granicznej w Rutce Tartak: wyłącznie znak graniczny nr 1987, dalej granica gmin Dubeninki oraz Wiżajny, Przerośl i Filipów[3] .
2. z placówką Straży Granicznej w Gołdapi:  włącznie znak graniczny nr 2031, dalej granica gmin Gołdap oraz Dubeninki[3] .